# Gomparou
Gomparou est un arrondissement du département de l'Alibori, au nord du Bénin. 

## Géographie

### Administration
C'est une division administrative sous la juridiction de la commune de Banikoara. C'est aussi un arrondissement qui comprend neufs villages : Bouhanrou, Gomparou A, Gomparou B, Gomparou-Peulh, Kpessanrou, Niekoubanta, Pampime, Tigassounon et Gourouede,,,,.

## Population et Société
Sa population s'élevait à 22 803 habitants selon un rapport de février 2013 de l'Institut National de la Statistique et de l'Analyse Économique (INSAE) du Bénin intitulé Effectifs de la population des villages et quartiers de ville du Bénin (RGPH-4, 2013).